# Хачико: Прича о псу
Хачико: Прича о псу (енгл. Hachi: A Dog's Tale) америчка је филмска драма из 2009. године и римејк јапанског филма Прича о Хачику из 1987. године. Први филм прати истиниту причу о акити по имену Хачико који је живео у Јапану 1920-их, док се ова верзија дешава у савременом времену у Сједињеним Америчким Државама. Главне улоге тумаче Ричард Гир и Џоун Ален.
Премијера је приказана 8. јуна 2009. године у Сијетлу. Добио је позитивне рецензије критичара и зарадио преко 46 милиона долара широм света.

## Радња
Сваког дана Хачико прати свог власника до железничке станице и дочекује га након посла на истом месту. Међутим, једног дана његов власник је отишао на посао, али се више никада није вратио. Упркос томе, Хачико ће следећих девет година свакога дана долазити у исто време на исто место на железничкој станици, очекујући свог власника да се врати.

## Улоге
| Глумац               | Улога         |
| -------------------- | ------------- |
| Ричард Гир           | Паркер Вилсон |
| Џоун Ален            | Кејт Вилсон   |
| Сара Ремер           | Енди Вилсон   |
| Роби Саблет          | Мајкл         |
| Кевин Декосте        | Рони          |
| Ерик Авари           | Џастит        |
| Џејсон Александер    | Карл Бојлинс  |
| Кари-Хиројуки Тагава | Кен Фуџијоши  |
| Давенија Макфаден    | Мери-Ен       |
| Тора Халстрем        | Хедер         |